# Gunung Sinembah
Gunung Sinembah is een bestuurslaag in het regentschap Deli Serdang van de provincie Noord-Sumatra, Indonesië. Gunung Sinembah telt 219 inwoners (volkstelling 2010).